# Charles Moisson
Charles Moisson (8 agosto 1864 – 1º ottobre 1943), francese, lavorò come operatore di ripresa e proiezionista per i fratelli Lumière.
Filmò, con Francis Doublier, l'incoronazione dello Zar Nicola II di Russia. Nell'aprile 1897, è il primo a riprendere un presidente della Repubblica Francese seguendo il viaggio di Félix Faure a La Roche-sur-Yon